# 斯普林羅克鎮區 (愛荷華州克林頓縣)
斯普林羅克鎮區（英語：Spring Rock Township）是位於美國愛荷華州克林頓縣的一個行政鎮區。

## 地方資料
根據2010年美國人口普查的數據，斯普林羅克鎮區的面積為93.90平方千米，當中陸地面積為93.90平方千米，而水域面積為0.00平方千米。當地共有人口1142人，而人口密度為每平方千米12.16人。